# Mucho ruido y pocas nueces
Mucho ruido y pocas nueces (Much Ado About Nothing en la versión original) es una comedia romántica escrita por William Shakespeare.

## Fecha y texto
Los primeros textos impresos del original Much Ado About Nothing notan que fue "actuada públicamente en diversas ocasiones" antes de 1600 y es probable que la obra se haya estrenado en el otoño o el invierno de 1598-1599. Las primeras actuaciones que se registran son dos presentadas ante la Corte en el invierno de 1612-13, durante las festividades anteriores a la boda de la princesa Isabel con Federico V, Elector Palatino (14 de febrero de 1613). La obra se publicó en cuartillas en 1600 por los editores Andrew Wise y Aspley William. Esta fue la única edición antes del Primer Folio en 1623.

## Estilo
Si bien Shakespeare escribió el drama predominantemente en prosa, el mismo contiene sustanciales secciones en verso.

## Ubicación
El drama tiene lugar en Mesina, en la Sicilia española, cuando Sicilia es dominio aragonés. La acción ocurre principalmente en la casa y finca de Leonato.

### Contexto histórico

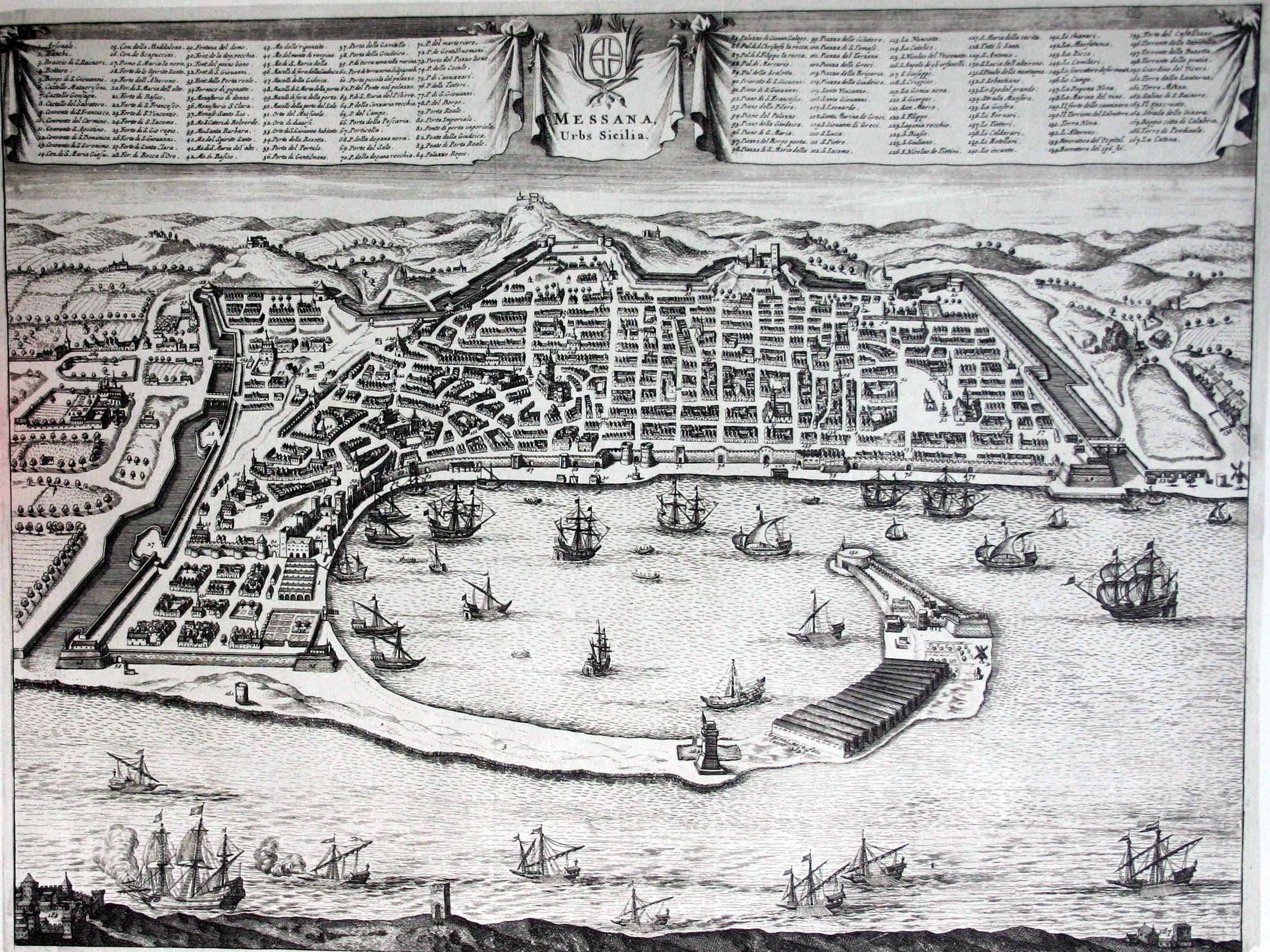
La ciudad de Mesina en el, con las fortificaciones españolas en primer plano

El contexto histórico en que se desarrolla la obra no aparece muy delineado: ya que se trata de comedia, el autor no concedió una fuerte caracterización real a la ambientación.
En el año que Shakespeare la escribió, datable entre 1599 y 1600, la Sicilia llevaba ya más de tres siglos de gobierno español: es por esto que algunos personajes, más precisamente Don Pedro y su séquito, son evidentemente de nacionalidad española y en relación amistosa con el gobernador de Mesina, representado por Leonato.  Se afirma que Don Pedro y los caballeros italianos de su séquito acaban de alcanzar Sicilia al retorno de una batalla, pero no se concreta indicación alguna para connotar con precisión el espacio de la acción.  Mucho más explícito al respecto ha sido Bandello en su cuento (que indirectamente ha sido fuente de la comedia), ambientándola a los tiempos de las Vísperas sicilianas e incluyendo directamente entre los personajes la histórica figura del rey Pedro III de Aragón, llamado por los italianos para deshacerse de los franceses.

Transcurriendo los MCCLXXXIII años de nuestra salvación, los sicilianos, no pareciéndoles poder más sufrir del dominio de los franceses, un día, a la hora de las vísperas, con inaudita crueldad a cuantos de ellos en la isla habían les mataron; porque así en toda la isla fue la traición ordenada [...] El rey Pedro de Aragón, informado, de inmediato arribó con su armada y tomó el dominio de la isla, porque el Papa Nicolás III le instó a hacerlo, diciéndole que a él, como esposo de Constanza, hija del rey Manfredo, la isla pertenecía.

La elección de Shakespeare de ambientar la comedia en Mesina ha sido mucho motivo de discusión entre historiadores e intelectuales italianos y extranjeros. Si bien algunos sostienen que Shakespeare era originario de Mesina, otros afirman que el escritor solamente imaginó Mesina sin jamás verla; pero el hecho es que jamás nadie ha provisto pruebas irrefutables para demostrar dichos argumentos.  El hecho cierto es que en la época que se escribió la comedia, Mesina era muy conocida internacionalmente, por su riqueza, pujanza e importancia política.

## Aclaraciones sobre el nombre
En la edición del año 2005 de Vitae de Editorial Losada, el autor argentino Pablo Ingberg hace una lectura precisa y minuciosa sobre las apreciaciones que puede tener el nombre de la obra:
"La traducción castellana largamente instalada del título, Mucho ruido y pocas nueces, tiene sólo dos méritos: corresponde a una expresión proverbial inglesa con otra castellana, y traduce correctamente la primera mitad de la expresión original. Fuera de eso, es altamente incorrecta, inadecuada y desorientadora"